# Colias philodice
Colias philodice är en fjärilsart som beskrevs av Jean Baptiste Godart 1819. Colias philodice ingår i släktet Colias och familjen vitfjärilar. Inga underarter finns listade i Catalogue of Life.

## Bildgalleri

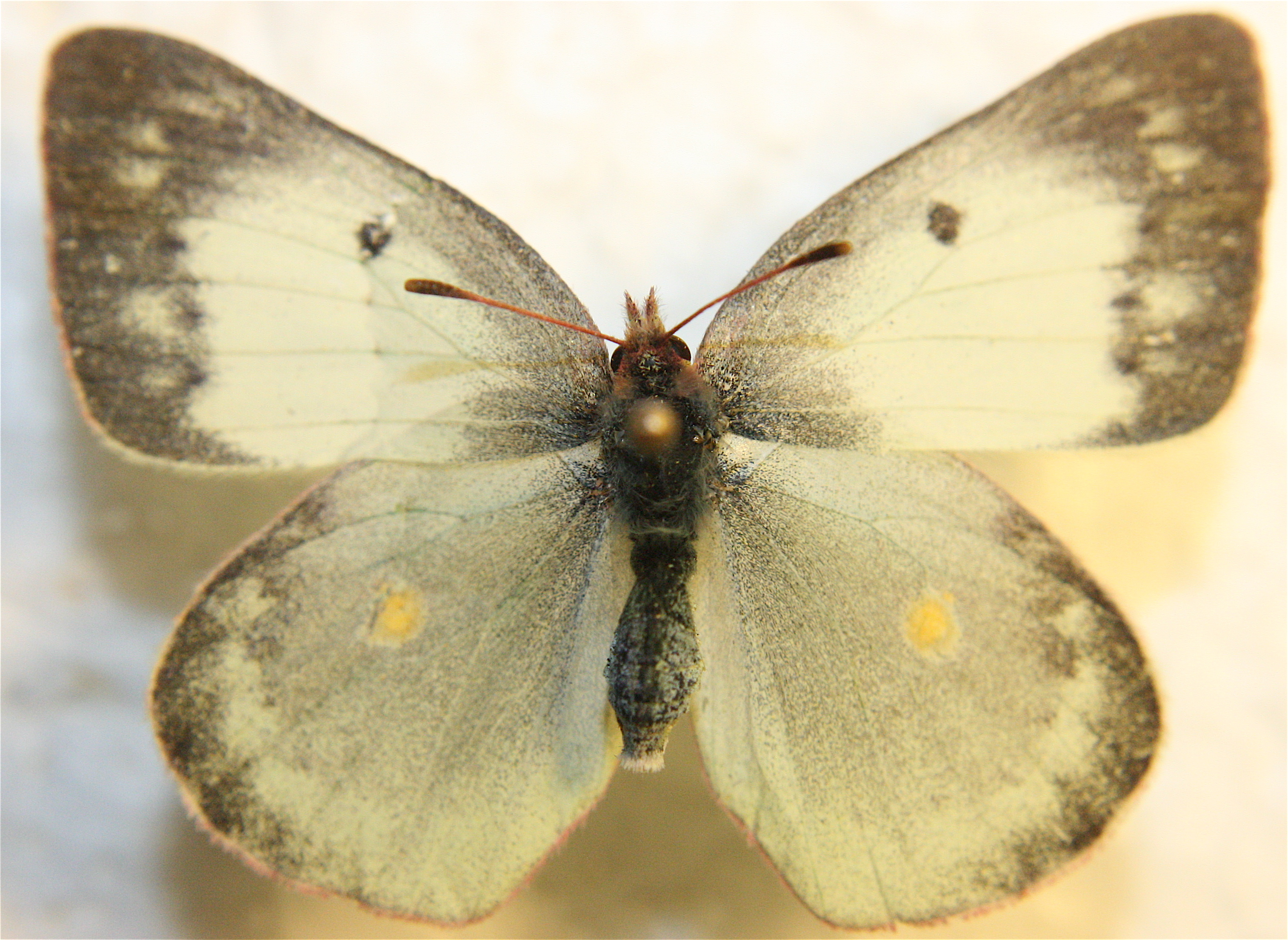
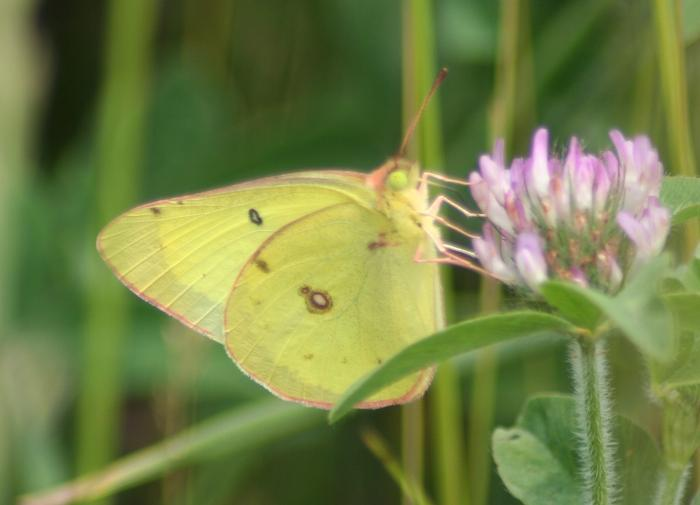
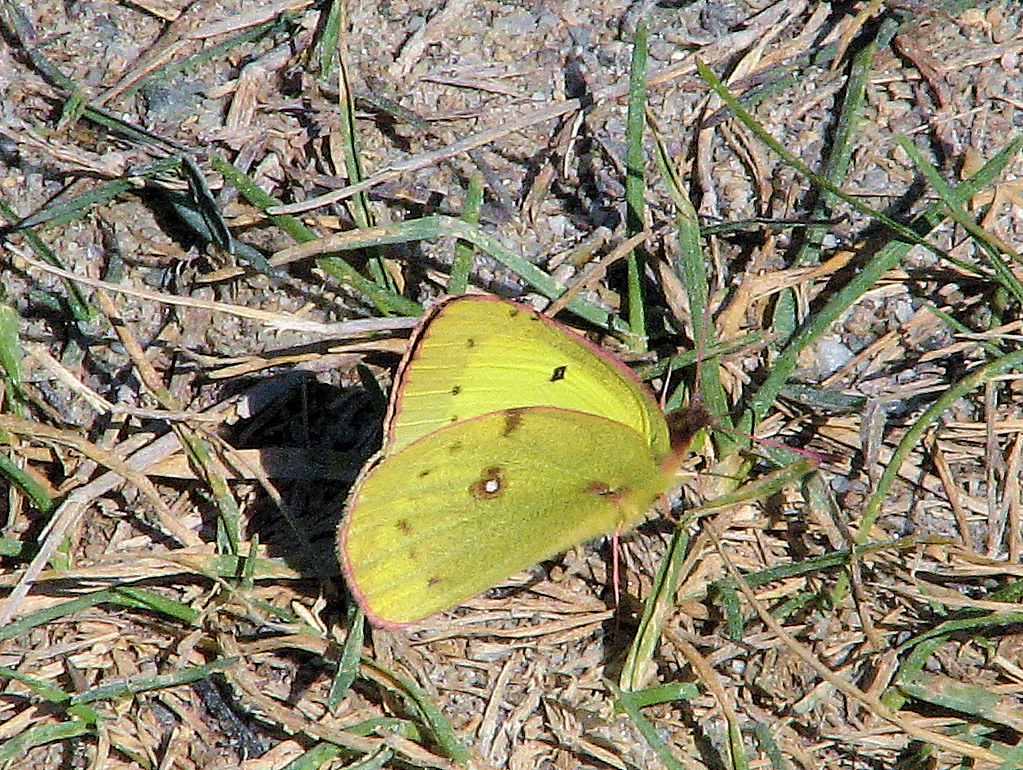
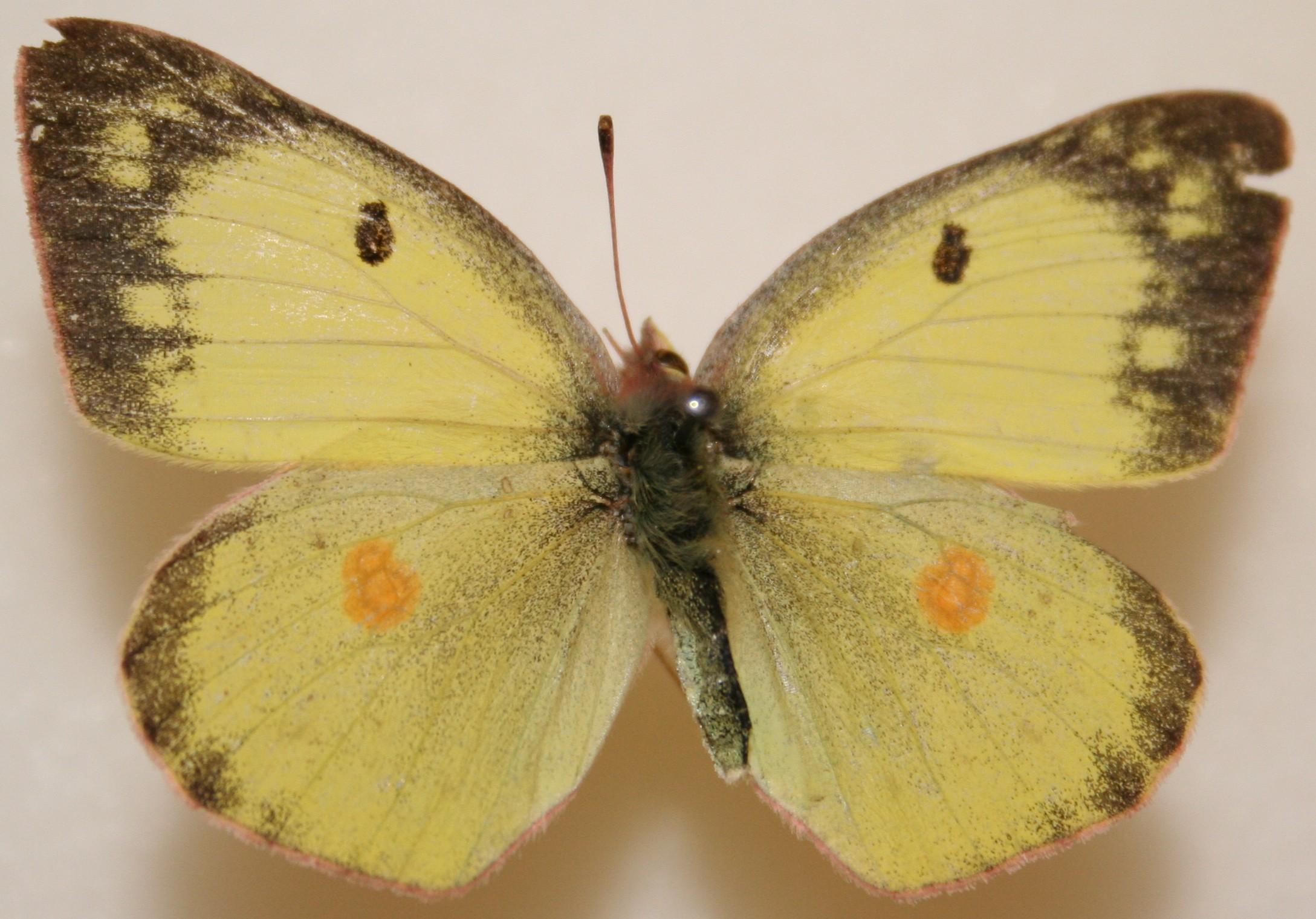
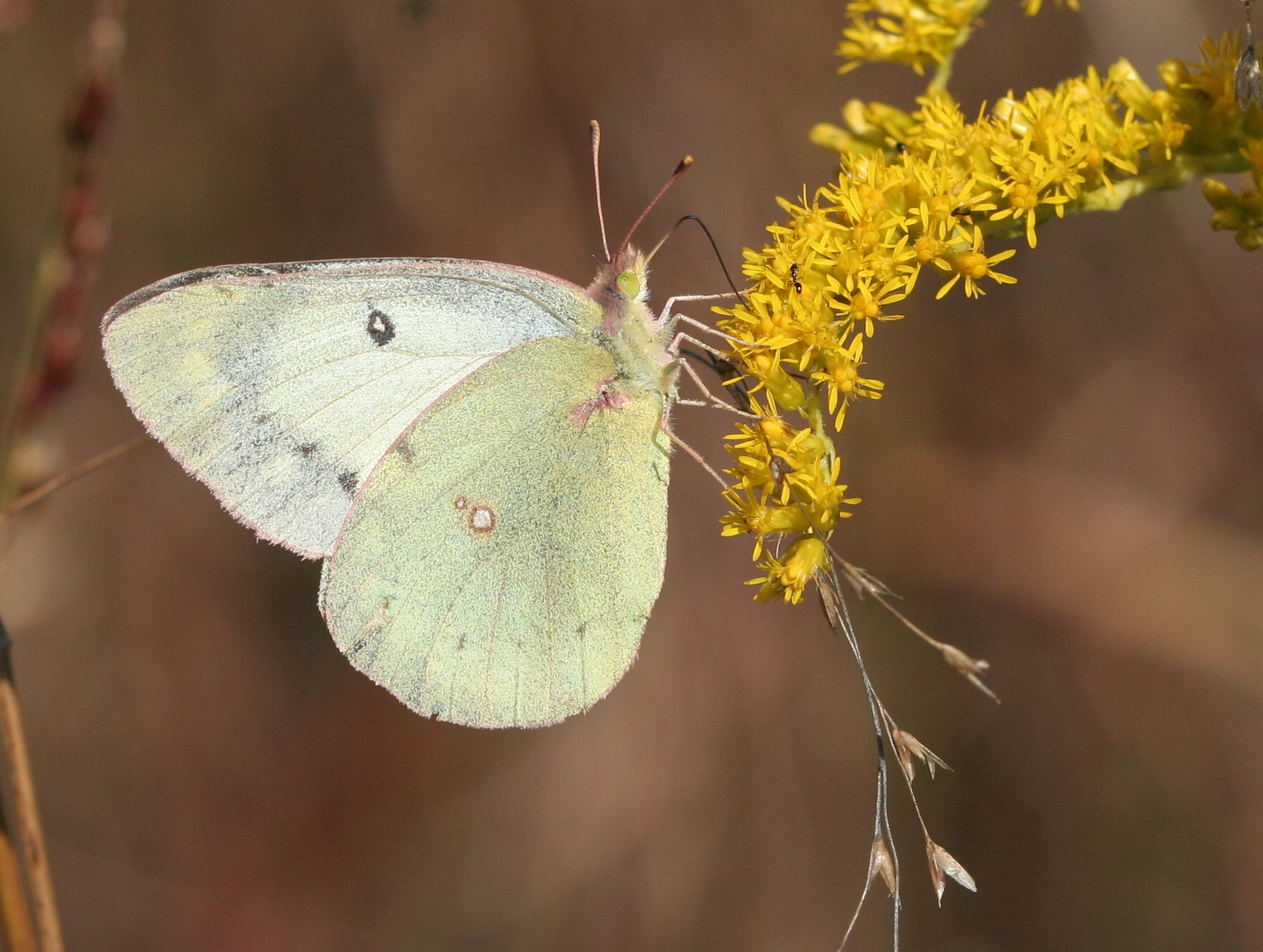